# 加納遼大
加納 遼大（かのう りょうた、1992年5月10日 - ）は、トップイーストリーグDiv.1明治安田生命ホーリーズに所属するラグビー選手。

## プロフィール
- 東京都葛飾区出身[1]。
- ポジションはスクラムハーフ(SH)。
- 身長 173cm、体重 72kg
- 7人制日本代表に選ばれたことがある[2]。

## 略歴
3歳からラグビーを始めた。
2011年、常総学院高校卒業後、明治大学に入る。なお常総学院高校時代、主将を務めて。高校日本代表候補に選ばれたことがある。
2015年、明治大学卒業後、明治安田生命ホーリーズに加入。
2018年、ラグビーワールドカップセブンズ2018の7人制日本代表に選ばれた。
2021年、東京五輪の7人制日本代表内定選手に選ばれた。